# Mach, Šebestová a kouzelné sluchátko
Mach, Šebestová a kouzelné sluchátko je rodinná komedie režiséra Václava Vorlíčka z roku 2001, která volně navazuje na animovaný seriál Mach a Šebestová scenáristy Miloše Macourka a malíře Adolfa Borna z 80 let. Jelikož do připravovaného projektu vstoupil významný čínský producent, scénář byl doplněn o čínské reálie.

## Děj
Mach a Šebestová se rozhodnou poznat opravdový svět lidí a kouzelné sluchátko jim jejich přání splní. A tak z televizní obrazovky přimo vylezou do obývacího pokoje babičky Řeháčkové, která se stará o svého vnuka Jakuba, jehož rodiče jsou na služební cestě v Číně. Sluchátko pak ve světě lidí způsobí mnoho zmatků, třeba přemístí do obýváku Řeháčkových Savoyskou královnu, která je na chlup podobná sousedce Průchové, pes Jonatan dostane lidskou podobu a když se sluchátko dostane do nepovolaných rukou, tak se do světa lidí podívají i Horáček s Pažoutem.

## Obsazení
| Robert Hájek                             | Mach                                  |
| Kristýna Květová                         | Šebestová                             |
| Jan Bochňák                              | Jakub Řeháček                         |
| Stella Zázvorková                        | babička Řeháčková                     |
| Jiří Lábus                               | tatínek Jonatan                       |
| Iva Janžurová                            | sousedka Průchová a savoyská královna |
| Pavel Landovský                          | soused Průcha                         |
| Petr Nárožný                             | ředitel Baláž                         |
| Zita Kabátová                            | maminka Balážová                      |
| Zdeněk Charvát                           | Ludvík Rykl                           |
| Jiří Kocman                              | Pažout                                |
| Jiří Rédr                                | Horáček                               |
| Wang Zhao (namluvil Vojtěch Kotek)       | Kim                                   |
| Vítězslav Jandák                         | otec Rykl                             |
| Jana Švandová                            | matka Ryklová                         |
| Martina Hudečková                        | chůva Cilka                           |
| Štefan Capko (namluvil Zdeněk Maryška)   | Čung kchuej                           |
| Jan Kraus, Milan Šimáček                 | policisté                             |
| Bohumil Klepl                            | školník                               |
| Jitka Sedláčková                         | školníková                            |
| Josef Somr                               | vévoda Albert                         |
| Vladimír Javorský                        | senzibil                              |
| Pavel Nový                               | kapitán                               |
| Martin Pachovský                         | tatínek Jakuba                        |
| Jarmila Švehlová                         | maminka Jakuba                        |
| Jaroslav Kepka (namluvil Dalimil Klapka) | starý Jakub                           |
| Gabriela Wilhelmová                      | Máňa Holubová                         |